# Pheroliodes casabranquensis
Pheroliodes casabranquensis är en kvalsterart som beskrevs av Adilson D. Paschoal 1987. Pheroliodes casabranquensis ingår i släktet Pheroliodes och familjen Pheroliodidae. Inga underarter finns listade i Catalogue of Life.